# Rich Wilkes
Pour les articles homonymes, voir Wilkes.
Rich Wilkes est un acteur, producteur, scénariste et réalisateur américain de cinéma, né en 1966 à Princeton (dans le New Jersey aux États-Unis).

## Filmographie
Comme acteur
Comme producteur
Comme réalisateur
- 1996 : Une virée d'enfer ;

comme scénariste
- 1996 : Une virée d'enfer,
- 2002 : xXx,
- 2019 : The Dirt de Jeff Tremaine.